# Asperdaphne aculeata
Asperdaphne aculeata är en snäckart som först beskrevs av Webster 1906.  Asperdaphne aculeata ingår i släktet Asperdaphne och familjen kägelsnäckor. Inga underarter finns listade i Catalogue of Life.